# Carhuac
Carhuac  es un centro poblado  de Ancash ( Perú), capital del distrito de Ataquero, por mandato de la Ley N.º 12030 del 23 de diciembre de 1953, promulgada en el gobierno del general de división, Manuel Arturo Odría Amoretti, que trasladó la capitalidad anteriormente detentada por el poblado de Ataquero.El poblado de Carhuac está sito en la margen izquierda del río Santa, en la vertiente oriental de la Cordillera Negra. El distrito de Ataquero  está en la provincia de Carhuaz), inclusa en el Departamento de Ancash, sujeta a  la administración del Gobierno regional de Ancash, Perú. 
El distrito de Ataquero fue erigido por la Ley N.º 7951 del 14 de diciembre de 1934, en el gobierno del general Óscar R. Benavides.

## Toponimia
Su nombre deriva de la voz quechua Q.I. qarwaq ( dorado, que  asume tono gualdo).